# Electorat del Palatinat
El Palatinat del Rin (Pfalzgrafschaft bei Rhein), més endavant Electorat del Palatinat (Kurfürstentum von der Pfalz o Kurpfalz), va ser un territori històric del Sacre Imperi Romanogermànic, administrat per un comte palatí. Els seus governants feien de prínceps electors des de la Butlla d'or de 1356.
Era un territori fragmentat que s'estenia des del marge esquerre de l'Alt Rin i la serralada de Hunsrück, en el que avui és la regió del Palatinat a l'estat federal d'Alemanya de Renània-Palatinat, a les parts adjacents de les regions franceses d'Alsàcia i Lorena (senyoria de Seltz de 1418 a 1766) fins al territori contrari a la riba oriental del Rin, a l'actual Hessen i Baden-Württemberg a la zona d'Odenwald, i a la regió meridional de Kraichgau, que conté les capitals de Heidelberg i Mannheim.
Els comtes palatins del Rin ocupaven el càrrec de vicaris imperials als territoris sota la llei franca (a Francònia, Suàbia i Renània) i es classificaven entre els prínceps seculars més significatius del Sacre Imperi Romanogermànic. El seu clímax i declivi està marcat per la regla de l'elector Palatí Frederic V, la coronació del qual com a rei de Bohèmia en 1619 va provocar la Guerra dels Trenta Anys, quan el Palatinat fou ocupat per Espanya després de la batalla de la Muntanya Blanca. Després de la Pau de Westphalia de 1648, les terres destrossades van ser afectades per la Guerra de les Reunions llançada per Lluís XIV de França, que va culminar amb la Guerra dels Nou Anys (1688-97). Governat en la unió personal amb l'electorat de Baviera des de 1777, finalment l'Electorat del Palatinat va desaparèixer amb la mediatització alemanya el 1803.

## Comtes del palatinat de Lotaríngia, 915–1085

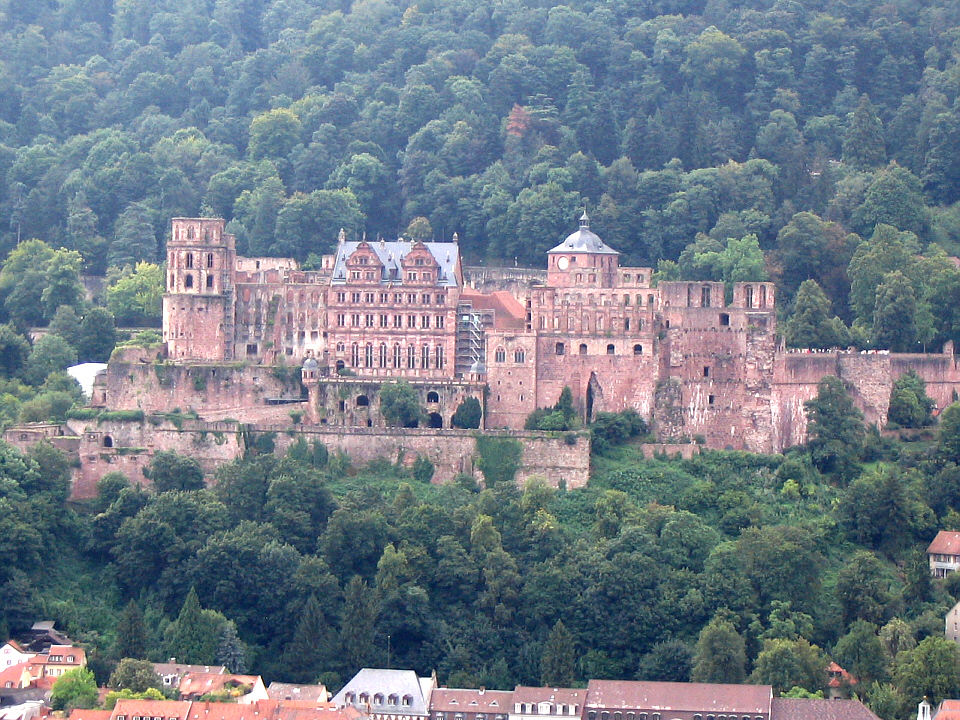
El castell de Heidelberg

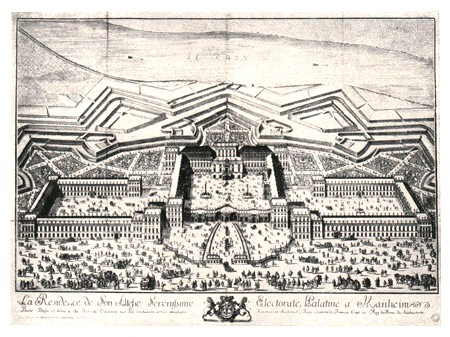
Antiga fortificació de Mannheim

El Palatinat va emergir del Comtat Palatí de Lotaríngia, el qual va néixer al segle x.
- Vigeric de Lotaríngia, comte de Bidgau (aprox. 915/916-922)
- Godofreu, comte del Jülichgau (aprox. 940)

### Casa dels Ezzonen
Durant el segle xi, estava dominat per la dinastia Ezzona, els quals van governar molts estats diferents a les dues bandes del Rin.
- Armand I, 945-994
- Ezzo de Lotaríngia, 994-1034
- Otó I de Lotaríngia, 1034-1045 (Duc de Suàbia 1045-47)
- Enric I de Lotaríngia, 1045-1061
- Armand II de Lotaríngia, 1061-1085 (en nom d'Anno II, arquebisbe de Colònia fins al 1064)

## Comtes Palatins del Rin, 1085–1356
Des del 1085/1086, després de la mort de l'últim comte palatí de la família Ezzonnen, Armand II de Lotaríngia, el Palatinat va perdre la seva importància militar a Lotaríngia. L'autoritat territorial del comte palatí va ser reduïda als comtats del Rin, llavors anomenats Comtat Palatí del Rin.
- Enric II de Laach, 1085-95
- Sigfred de Ballenstadt, 1095-1113
- Godofred de Kalw, 1113-29
- Guillem de Ballenstadt, 1129-39
- Enric IV Jasomirgott, 1139-42
- Armand III de Stahleck, 1142-55

### Comtes Palatins Hohenstaufen
El primer comte hereditari del palatinat del Rin va ser Conrad de Hohenstaufen, qui era el germà més jove de l'emperador Frederic Barba-roja. Els territoris adjuntats a aquest càrrec hereditari començaven per aquells ocupats pels Hohenstaufens a Francònia i a Renània (altres branques dels Hohenstaufen van rebre terres a Suàbia, Franc-Comtat, i més enllà). La majoria d'aquest era dels seus avantpassats imperials, l'emperador de Francònia, i una part dels avantpassats maternals de Conrad, de Saarbrücken. Aquest entorn explica la composició del Palatinat Superior i del Rin en l'herència dels segles posteriors.
- Conrad de Hohenstaufen 1156-95

### Comtes Palatins Welf
El 1195, el palatinat va passar a la Casa de Welf a través del casament d'Agnès, successora del comtat de Staufen.
- Enric V de Welf, 1195-1213
- Enric VI de Welf, 1213-14

### Comtes Palatins Wittelsbach
A principies del segle xiii, amb el casament d'Agnès, el territori va caure en mans dels Wittelsbach, Ducs de Baviera, els quals eren ducs i alhora comtes palatins de Baviera.
- Lluís I, 1214-27
- Otó II, 1227-53
- Lluís II (Duc de l'Alta Baviera), 1253-94. Durant una divisió, més tard, del territori de les herències del Duc Lluís II duc de l'Alta Baviera el 1294, la branca més vella dels Wittelsbach va obtenir la possessió dels dos palatinats del Rin i els territoris a Baviera del "Nordgau" (la part nord de Baviera del Danubi) amb el centre al voltant d'Amberg. Aquesta regió va ser políticament connectada al Palatinat del Rin amb el nom d'Alt Palatinat (Oberpfalz) i es va tornar més comú al segle xvi que el Baix Palatinat a la vora del Rin.

- Rodolf I de Wittelsbach, 1294-1317, Duc de Baviera
- Adolf, 1317-27, Comte Palatí del Rin

Rodolf va succeir el seu pare el 1294 a l'Alta Baviera i el Palatinat i va donar suport al seu sogre Adolf de Nassau-Weilburg contra el seu oncle, l'Habsburg Albert d'Àustria. Després de la mort d'Adolf, Rodolf es va passar al partit d'Albert però la forta política dinàstica del nou rei nou va provocar un nou conflicte. Albert va pressionar a Rodolf que va haver d'acceptar al seu germà més jove Lluís IV de Wittelsbach com a co-regent el 1301. Després de l'assassinat d'Albert el 1308, Rodolf va votar a favor d'Enric de Luxemburg i llavors va acompanyar al nou rei a Itàlia, esclatant una guerra civil contra el seu germà Lluís IV a causa de les disputes en la partició de les seves terres, que es va acabar el 1313 quan es va acordar la pau a Múnic. Lluís IV fou elegit rei alemany el 1314 però Rodolf havia votat a favor del seu adversari Frederic d'Àustria. El 1317 després d'una altra llarga controvèrsia amb Lluís IV, Rodolf va perdre el Palatinat del Rin que va quedar en mans de Lluís fins que el conflicte de Lluís amb l'Habsburg arribés al final, però Rodolf va morir el 1319, presumiblement a Anglaterra.
Pel tractat de Pavia el 1329, l'emperador Lluís IV del Sacre Imperi Romanogermànic concedia el Palatinat als fills de Rodolf Rodolf II el Cec i Robert I i al net de Rodolf, Robert II, un fill del comte palatí del Rin, Adolf. D'aquesta manera finalment Rodolf I i el seu net Rupert II ens convertiren en els avantpassats de la línia palatina més vella de la dinastia Wittelsbach (línia palatina), que va retornar al poder a Baviera el 1777 després de l'extinció de la línia més jove (línia bavaresa), formada pels descendents de Lluís IV.
- Rodolf, 1329-53, Duc de Baviera
- Robert I, 1353-56

## Electors Palatins, 1356–1777
A la Butlla d'Or de 1356, el Palatinat va ser reconegut com un Electorat secular, i se li van donar els càrrecs hereditaris de Erztruchseß de l'imperi i vicari imperial Reichsverweser de Francònia, Suàbia, Renània, i Alemanya del sud. Des de llavors, el Comte Palatí del Rin va començar a ser conegut com a Elector Palatí (Kurfürst von der Pfalz). El títol de Príncep-Elector ja havia existit abans (per exemple, dos Reis Alemanys rivals van ser escollits el 1257: Ricard de Cornualla i Alfons de Castella) de manera que és difícil establir una data precisa del començament de l'ús d'aquest càrrec.
A causa de la pràctica de dividir territòris entre les branques de les famílies, als començaments del segle xvi, les línies més joves del Palatinat dels Wittelsbach van començar a governar Simmern, a Kaiserslautern i a Zweibrücken, al Baix Palatinat, i a Neuburg i a Sulzbach a l'Alt Palatinat. El L'Electorat del Palatinat, ara a Heidelberg, es va convertir al luteranisme a la dècada del 1530 i al calvinisme a la dels 1550.

### Primer electorat, 1356-1648
| Dinastia Wittelsbach     |              |                      | |
| Imatge                   | Nom          | Data                 | Notes |
|                          | Robert I     | 1356-1390            | |
|                          | Robert II    | 1390-1398            | Nebot de Robert I, fill d'Adolf |
| Rupert III               | Robert III   | 1398-1410            | Fill de Robert II, escollit Rei d'Alemanya el 1400 |
|                          | Lluís III    | 1410-1436            | Fil de Robert III |
|                          | Lluís IV     | 1436-1449            | Fill de Lluís III |
| Frederic I               | Frederic I   | 1449-1476            | Germà de Lluís IV |
|                          | Felip        | 1476-1508            | Fill de Lluís IV |
|                          | Lluís V      | 1508-1544            | Fill de Felip |
| Frederic II              | Frederic II  | 1544-1556            | Germà de Lluís V |
| Otó Enric                | Otó Enric    | 1556-1559            | Nebot de Frederic II, fill de Robert de Freising |
| Línia de Simmern         |              |                      | |
| Imatge                   | Nom          | Dates                | Notes |
| Frederic III             | Frederic III | 1559-1576            | Quan la branca més antiga de la família va desaparèixer completament el 1559, l'Electorat va passar a Frederic III de Simmern, un calvinista incondicional, i el Palatinat es va tornar un dels centres més importants del Calvinisme a Europa, donant suport a revolucions calvinistes als Països Baixos i a França. |
|                          | Lluís VI     | 1576-1583            | Fill de Frederic III |
|                          | Frederic IV  | 1583-1610            | Fill de Lluís VI. Amb el seu conseller Cristian d'Anhalt, van fundar la Unió Evangèlica dels estats protestants el 1608. |
| Frederic V               | Frederic V   | 1610-1623            | Fill de Frederic IV i casat amb Elisabet d'Anglaterra, filla de Jaume I d'Anglaterra. El 1619, ell va acceptar el tron dels estats de Bohèmia. Va ser ràpidament derrotat per les forces de l'emperador Ferran II del Sacre Imperi Romanogermànic a la batalla de la Muntanya Blanca el 1620, i les tropes espanyoles i bavareses van ocupar el Palatinat. Anomenat "el Rei d'Hivern" a causa que el seu regnat a Bohèmia només va durar un hivern. El 1623, Frederic va ser expulsat del seu imperi. |
| Casa de Baviera, 1623-48 |              |                      | |
| Imatge                   | Nom          | Data                 | Notes |
| Maximilià I de Baviera   | Maximilià I  | 1623-1648 (? - 1651) | Els territoris de Frederic V i la seva posició com a Elector van ser transferides al Duc de Bavaria Maximilià I, de una branca llunyana de la Casa dels Wittelsbach. Tot i que tècnicament era Elector Palatí, era conegut com Elector de Baviera. Des del 1648 va manar a Baviera i a l'Alt Palatinat tot sol, però va mantindre totes les dignitats electorals i tot l'honor del Palatinat Electoral                                                                                                |

### Segon Electorat,1648-1777
| Restauració de la línia dels Simmern |                  |           | |
| Imatge                               | Nom              | Data      | Notes |
| Carles I Lluís                       | Carles I Lluís   | 1648-1680 | Fill de Frederic V. Amb la Pau de Westfàlia el 1648, Carles Lluís va ser instaurat al Baix Palatinat, i va rebre el títol de "Elector Palatí", tot i que tenia menys importància que els altres electorats. |
|                                      | Carles II        | 1680-1685 | Fill de Carles I Lluís. L'últim de la línia dels Simmern. |
| Línia de Neuburg                     |                  |           | |
| Imatge                               | Nom              | Data      | Notes |
| Felip Guillem                        | Felip Guillem    | 1685-1690 | El 1685, la línia dels Simmern es va acabar, i el Palatinat va ser heretat per Felip Guillem (catòlic), Comte Palatí de Neuburg (també Duc de Jülich i de Berg).                                            |
| Joan Guillem                         | Joan Guillem     | 1690-1716 | Fill de Felip Guillem |
| Carles III Felip                     | Carles III Felip | 1716-1742 | Germà de Joan Guillem II. Últim de la línia de Neuburg. Va traslladar la capital del palatinat de Heidelberg a Mannheim el 1720.                                                                            |
| Línia de Sulzbach                    |                  |           | |
| Imatge                               | Nom              | Data      | Notes |
| Carles IV Teodor                     | Carles IV Teodor | 1742-1777 | Els Palatinat va ser heretat pel Duc Carles Teodor de Sulzbach. Carles Teodor també va rebre l'Electorat de Baviera quan la família que hi governava es va extingir el 1777.                                |

## Electors de Baviera i Comtes Palatins del Rin, 1777-1803
| Línia del Sulzbach   |                  |                     | |
| Imatge               | Nom              | Data                | Notes |
|                      | Carles IV Teodor | 1777-1799           | El títol i l'autoritat de l'Elector Palatí van ser incorporats a l'Electorat de Baviera. Carles Teodor i els seus successors només van mantenir el vot individual i la importància del càrrec de Elector de Baviera. Van continuar utilitzant el títol de "Comte Palatí del Rin" (alemany: Pfalzgraf bei Rhein). |
| Línia de Zweibrücken |                  |                     | |
| Imatge               | Nom              | Data                | Notes |
| Maximilià Josep      | Maximilià Josep  | 1799-1803 (d. 1825) | El successor de Carles Teodor, Maximilià Josep, Duc de Zweibrücken (a la frontera francesa), va unir tots els territoris dels Wittelsbach sota una mateixa llei, el 1799. El Palatinat va ser dissolt a les Guerres de la Revolució Francesa. Primer, els territoris de la part esquerra del Rin van ser ocupats, i després annexats a França el 1795. Posteriorment, el 1803, els territoris de la dreta del Rin van ser presos pel Marcgraviat de Baden. L'Electorat del Palatinat, com a territori distingit, va desaparèixer. El 1806, el Sacre Imperi Romanogermànic va ser abolit, i amb ell tots els drets i responsabilitats dels Electors. |

## Desenvolupaments posteriors
El 1806, Baden va ser elevat a la categoria de Gran ducat. Al Congrés de Viena el 1814 i el 1815, el Palatinat esquerre — ampliat amb altres regions com l'antic Bisbat d'Espira (speyer en alemany) — va ser tornat als Wittelsbach i va passar a ser una part formal del Regne de Baviera el 1816 i després d'això es va començar a conèixer la regió com a Palatinat. L'àrea va romandre com a part de Baviera fins a la Segona Guerra Mundial, quan es va separar i es va convertir en un nou estat: Renània-Palatinat, així com altres antigues regions de la part esquerra del Rin com territoris de Prússia i Hessen-Darmstadt.

## Galeria d'imatges

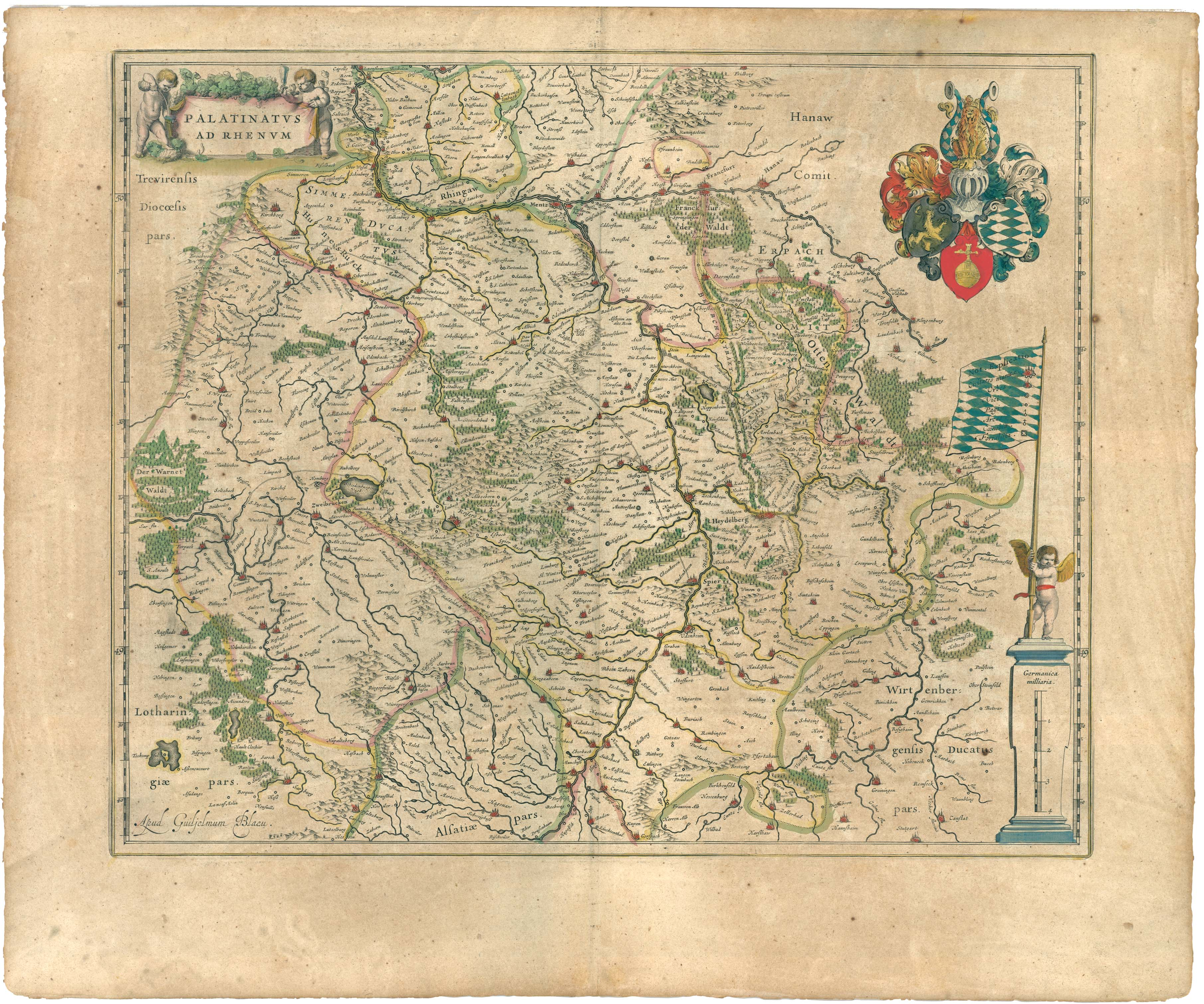
Mapa de Guilelmus Blaeu del 1630
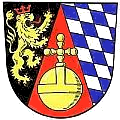
Escut del Kurpfalz entre els anys 1544-1652
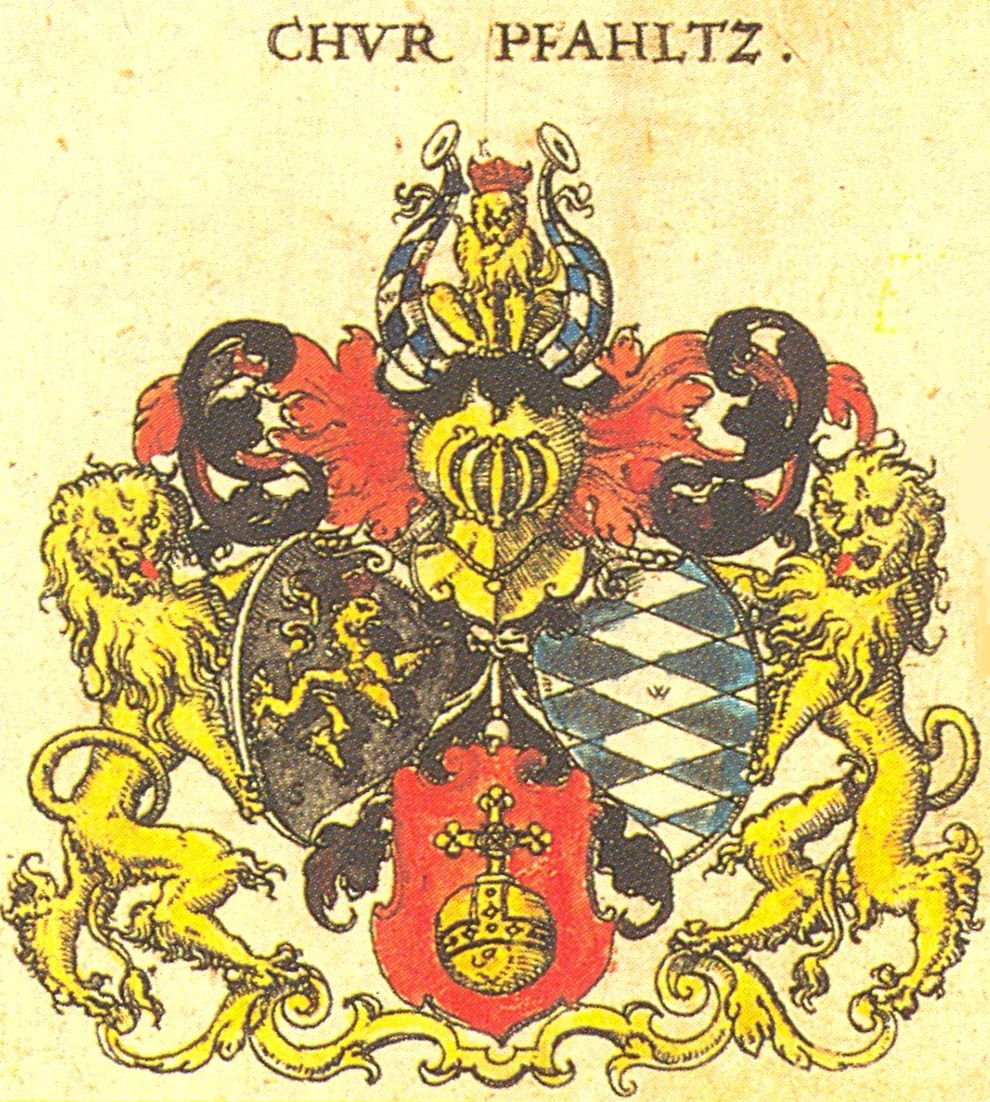
Versió de l'escut del Kurpfalz
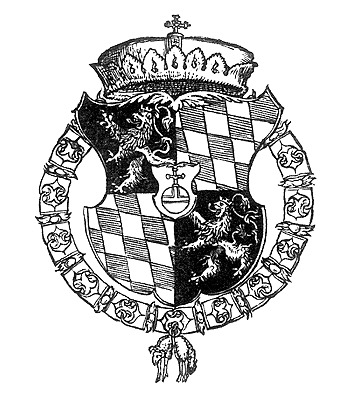
Versió de l'escut del Kurpfalz
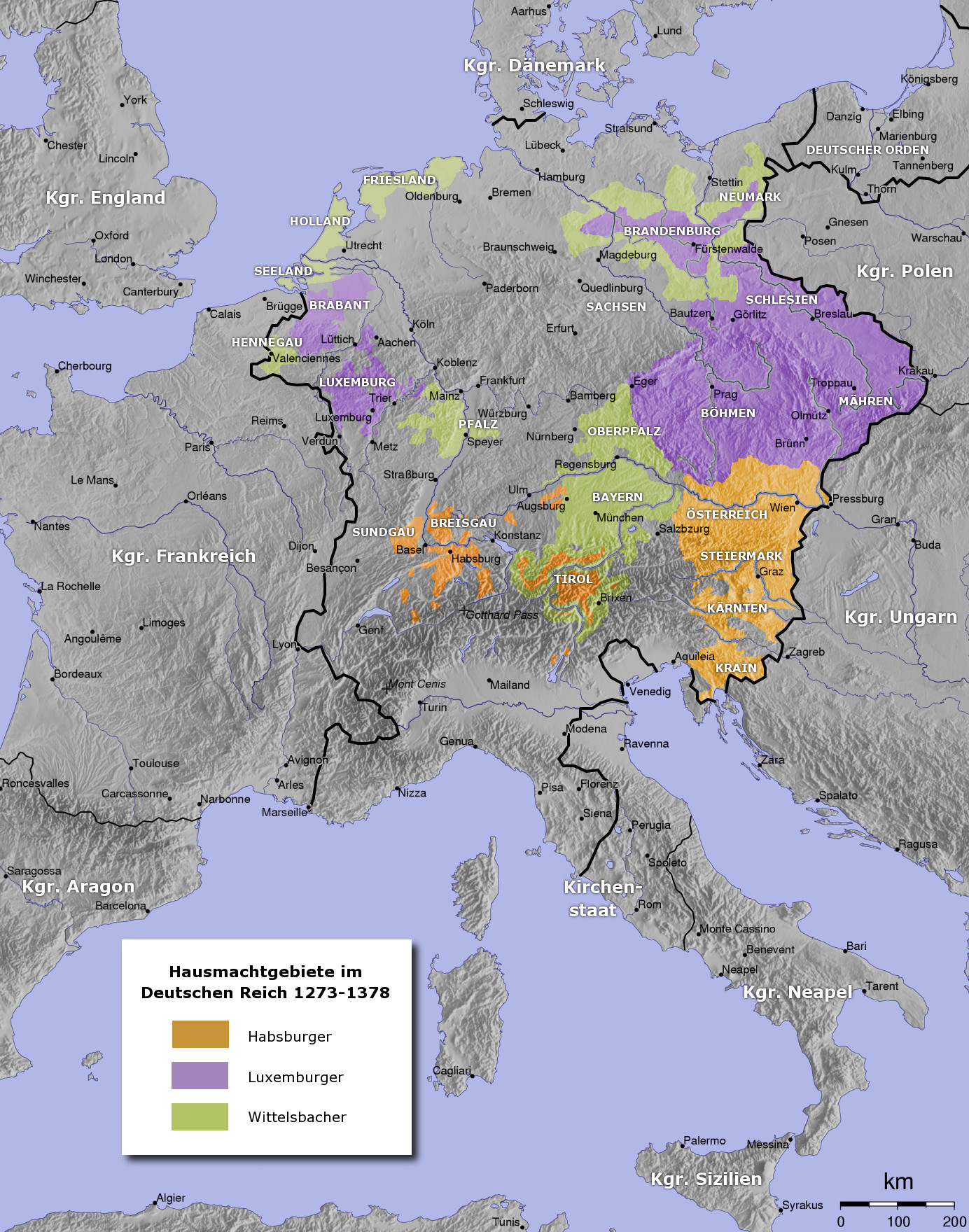
El Palatinat el segle xiv entre els territoris dels Wittelsbach (verd)
Mapa del 1512 amb el Palatinat Electoral pintat de marró clar
Mapa del 1648, amb el Palatinat Electoral representat amb el color violeta clar
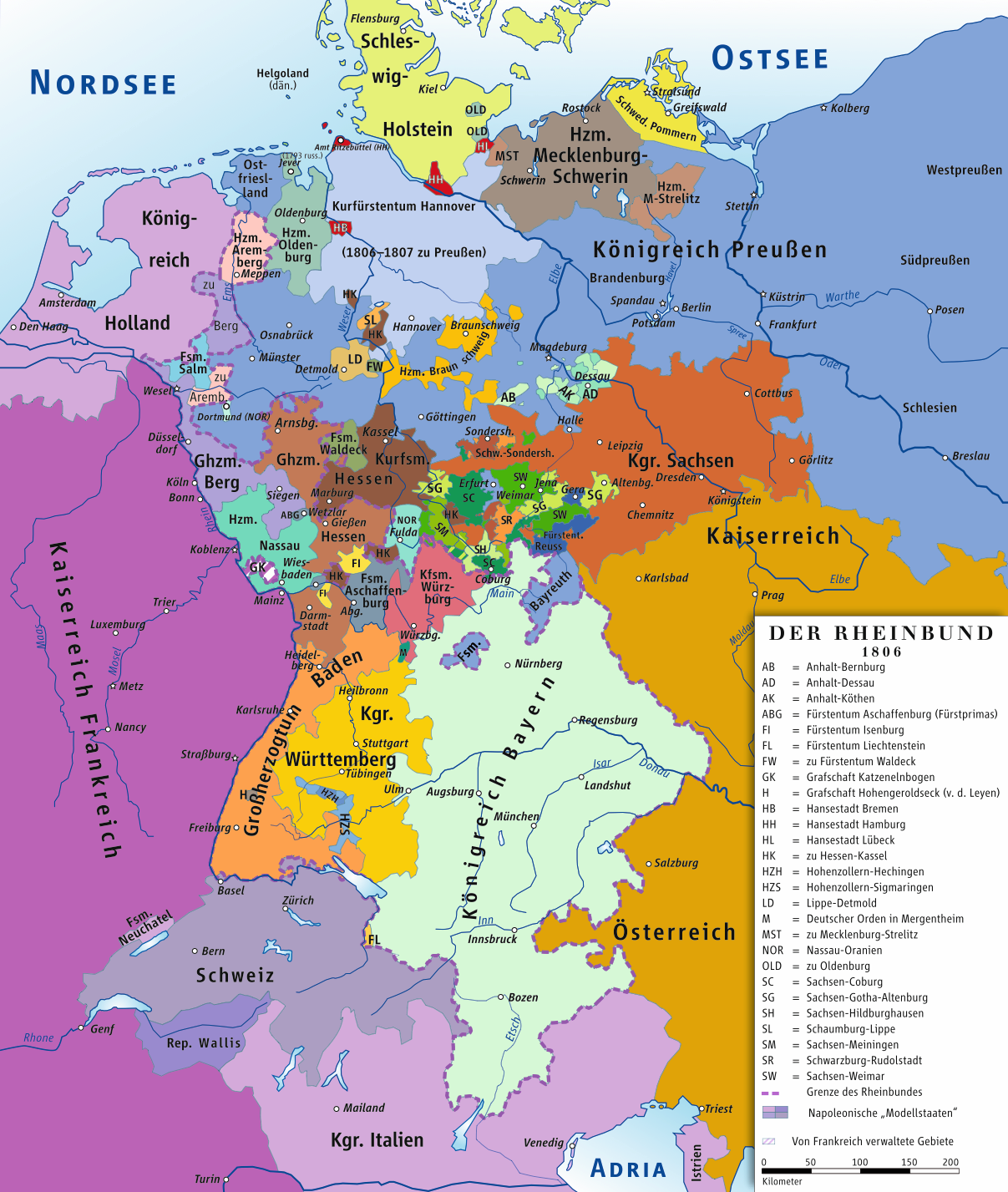
Mapa del 1806, l'any de la desaparició del Kurpfalz (pintat de lila al mapa, a la zona francesa)